# Dual (Héroes)
"Dual" es el decimotercer episodio de la tercera temporada de la serie de televisión Héroes, de la cadena de NBC, y el último episodio del volumen titulado «Villanos». El episodio originalmente se llamó "War", pero se cambió por "Duality", "Duel" y finalmente por "Dual".

## Argumento
En Pinehearts Peter le explica a Nathan que Sylar mató a su padre y que era la única forma de detener su plan. Nathan revela que asume el control de la misión y le advierte a Peter de mantenerse alejado, causando que este lo golpeara y lo dejase inconsciente. Entonces él se dirige a destruir el laboratorio de Mohinder en Pinehearst y todas las recién creadas fórmulas.
En alguna otra parte, Ando, Daphne y Matt van al laboratorio de Mohinder para que Ando pueda tomar la fórmula, ganar la habilidad de viajar a través del tiempo y el espacio y rescatar a Hiro. Desafortunadamente, Mohinder está en Pinehearst, así que Daphne va allá a robar la fórmula.
En Pinehearst, Mohinder ha descubierto que la infección ha pasado a sus pulmones y que la única manera de salvarse es inyectarse la fórmula. Es interrumpido cuando Peter llega a destruir la fórmula. Durante su discusión, Daphne roba un tubo de la fórmula de la mano de Mohinder, causando una pelea. Flint y Knox llegan a destruir el laboratorio, rescatando a Peter en el proceso. Flint, molesto por su cicatriz en forma de hélice, explica que si las personas ganan habilidades, ellos no serían especiales. Knox se va a vigilar a Nathan, mientras Flint derriba a Mohinder.
Scott, que es solo un infante de marina que fue inyectado con la fórmula, despierta a Nathan pero Knox llega y rompe el cuello de Scott. Eventualmente, Nathan pelea con Knox inútilmente, Tracy llega y lo salva, matando a Knox en el progreso. Ella trata de persuadir a Nathan de tomar la fórmula con ellos e irse, antes de que sea demasiado tarde. El la despide y se marcha.
Daphne regresa al antiguo laboratorio de Mohinder con la fórmula. Matt opina que Ando podría ganar cualquier habilidad, pero Daphne resalta que ella en su estado, siempre quiso correr y ganó la habilidad de correr. Matt se preocupaba por lo que los demás pensaban de él, y ganó el poder de la  telepatía, Ando se inyecta y colapsa. Después de despertar, intenta viajar en el tiempo, pero es incapaz. En su frustración, señala una mesa lanzando un rayo rojo, sin poder controlarlo. Cuando Matt lo toca, su poder de telepatía se hace más fuerte, escuchando numerosos pensamientos. Daphne también lo toca y desaparece, volviendo a aparecer momentos antes, Matt le explica que ahora es más rápida que la velocidad de la luz. El le dice que con el poder de Ando es actualmente un mega cargador y que podrán viajar a través del tiempo y el espacio y podrán rescatar a Hiro.
En el pasado, Hiro se balancea por el asta y regresa de nuevo a la azotea. Él va adentro donde encuentra a un joven Hiro cargando la paloma sanada y lamentando la muerte de su madre. Hiro le pide al joven Hiro que lo ayude a encontrar un pedazo de papel con números y figuras: la fórmula prometiéndole que podrá salvar el mañana y el joven Hiro acepta. Ellos llegan a la bóveda, tomando la fórmula, cuando Kaito los atrapa. El manda al joven Hiro a la cama y ataca a Hiro con una espada. Hiro rompe la fórmula en dos y desaparece rescatado por Daphne. Kaito levanta las dos mitades de la fórmula.
Daphne regresa a Ando y a Hiro al presente. Ando le explica que ahora tiene poderes y Hiro le dice que estaba a punto de destruir la fórmula. Daphne lleva a Hiro a Pinehearst para destruirla en el presente. Cuando llegan descubren que Tracy congeló la bóveda de Arthur y tiene la fórmula. Hiro forzosamente toma la fórmula y el par se va.
En Pinehearst, Peter está demoliendo el laboratorio y Mohinder le advierte que la fórmula es altamente combustible, Flint lo golpea y lo pone contra la pared, dejándolo inconsciente. Después de esto Peter no aprueba la agresión a Mohinder y continúan destruyendo el equipamiento. Flint y Peter tiran un tanque de la fórmula, derramándola sobre Mohinder, levantándolo. Sus mutaciones desaparecen y se marcha, mientras Flint se prepara para volar el lugar. Peter quiere que la gente se vaya primero, incluyendo a Nathan, pero Flint le dice que no lo escuchará. Nathan aparece y lo golpea en la cabeza, derribándolo, y después golpea a Peter en sus piernas con un tubo. Flint despierta e incendia los charcos de la fórmula, encendiendo el laboratorio. Peter toma una dosis de la fórmula y se la inyecta, lo que hace regresar su poder, levanta vuelo y toma a Nathan llevándolo al cielo justo cuando el laboratorio explota.
En Primatech, Noah, Angela, Claire y Meredith Gordon descubren que varios guardias de seguridad están muertos y el edificio es sellado por el sistema de seguridad. Sylar les dice a través del altoparlante que mató a Arthur y que les demostrara que todos ellos son monstruos como el. El grupo se arma así mismo, se dividen y buscan a Sylar, después Claire explica que pueden dispararle una bala a través de su cabeza.
Claire y Angela entran al estudio, mientras Noah y Meredith buscan la sala de vigilancia. Sylar les informa, que ellos no lo están cazando sino todo lo contrario, él los está cazando a ellos. Sylar le ofrece a Claire una oportunidad de escapar con Noah y Meredith si mata a Angela. Cuando Claire se rehúsa, Sylar le dice que hablará con Noah sobre como el y Elle se convirtieron en monstruos. Cuando Claire se dispone a cazar a Sylar y matarlo, Sylar entonces remarca a Claire que ha ido de porrista a una fría asesina y le pregunta quién es el verdadero monstruo. Después de considerar a Angela por un breve momento, Claire cuelga y le dispara al teléfono y le dice a Sylar que él es el verdadero monstruo.
Mientras tanto, Noah libera a Eric Doyle, Danny Pine, y a Echo DeMille del nivel 5. Noah les dice que la persona que mate a Sylar será libre y que Sylar los matará si intenta escapar. Después de que se van, Meredith le advierte que no cambiarán y Noah le explica que ellos son la carnada.
Meredith camina a través de los pasillos y encuentra el brazo metálico de Danny Pine severamente dañado. Sylar aparece detrás de Meredith y telekinéticamente tira el arma de la misma. Eric Doyle aparece y toma el control de Sylar, este se concentra con su poder, haciendo que a Doyle le sangre la nariz y colapse. Después inyecta a Meredith con adrenalina.
Noah encuentra a Echo DeMille, con su garganta abierta y a Meredith en una celda incapaz de controlar sus flamas. Noah se le une, dejando el arma sola, cuando Sylar remueve la carga (dejando una bala) y se la da. El le dice a Noah que tome una decisión, la vida de Meredith o la suya y pregunta sarcásticamente que excusa le dirá a Claire cuando Meredith muera por una bala entre sus ojos.
Sylar transmite una imagen de Noah y Meredith a Claire en el estudio. Angela le advierte que Sylar quiere que ellas vayan abajo pero Claire no la escucha. Y caminan abajo del pasillo pero Sylar secuestra a Angela y luego ataca a Claire. El le pregunta a Claire por qué continúa protegiendo a Noah y la deja elegir entre Angela y Noah. Ella corre hacia la celda, donde encuentra que Sylar arrancó el panel de código. Noah le pide a Meredith concentrar el calor de sus manos y presionarlos en el vidrio. Noah usa la única bala para dispararle al vidrio, pero solo se producen grietas y Claire usa su peso para romper el vidrio. Claire y Noah van tras Sylar, prometiendo regresar por Meredith.
Sylar confronta a Angela, quien le dice que es un héroe por matar a Arthur y salvar al mundo. Le pregunta si es su madre, diciéndole que sabrá si está mintiendo, entonces ella admite que no lo es. Ella le explica que lo necesitó para que trabajara para la Compañía y lo vio como un asesino y monstruo que podía manipular. Él comienza a estrangularla y ella le dice que sabe quiénes son sus verdaderos padres. Antes de que Angela le pudiera decir, Claire aparece detrás de Sylar y le clava un pedazo de vidrio detrás de su cabeza. Una alarma se apaga y Noah llega y le dice que necesitan irse ahora. Claire le dice a su padre que libere a Angela y ella irá a ver a Meredith. Meredith está produciendo llamas sin poder controlarlas y le dice que se vaya y Noah llega a decirle que deben irse ahora. Ellos corren a través del pasillo, y Meredith libera poderosas llamas que acaban con el edificio quemándolo.
"Volumen tres" termina con una narración de Mohinder, además con imágenes de los personajes sobrevivientes. Peter suelta a Nathan en el piso, y Nathan le pregunta a Peter por qué lo salvó. Peter insiste en que lo quiere y Nathan dice que no es lo mismo que hubiera hecho por el. Nathan se va volando. Mohinder está caminando en una carretera y un auto lo recoge. El ve su reflejo, restaurado a normal. Tracy abre la puerta y le dice que suba. Hiro y Daphne regresan al antiguo laboratorio de Mohinder y Hiro rompe la fórmula. Matt y Daphne se abrazan, y Hiro y Ando se saludan. Matt mira arriba ve una visión de Usutu mirándolos. Claire, Noah, y Angela observan a la Compañía en el edificio de Primatech quemándose, y Claire llora, sabiendo que Meredith sigue adentro. 
"Volumen cuatro" empieza tres semanas después. Nathan se ve con alguien en una limosina en Washington D. C. Nathan le dice que la única solución es involucrar al gobierno de los Estados Unidos. El otro hombre ve expedientes de Tracy, Micah Sanders, Mohinder, Matt, y Hiro diciéndole que hay otros con poderes. Nathan le dice que toda la evidencia que el hombre necesita está allí, ya que los quiere poner en una instalación donde no puedan lastimar a nadie más. El hombre está de acuerdo con lo que sea que necesite. Nathan sale y dice, «Gracias, Sr. Presidente». La cámara revela que el Presidente, es interpretado por Michael Dorn.